# La Famille Tot (film)
Pour les articles homonymes, voir La Famille Tot (homonymie).
Pour plus de détails, voir Fiche technique et Distribution.
La Famille Tot (Isten hozta, őrnagy úr! « Soyez le bienvenu, mon major ! ») est une comédie dramatique hongroise sortie en 1969, réalisée par Zoltán Fábri. Son scénario, écrit par le réalisateur, est inspiré du roman Tóték (La famille Tót) de l’écrivain hongrois István Örkény.
Le film a eu un grand succès auprès du public, ses personnages les plus importants étant interprétés par Zoltán Latinovits et Imre Sinkovits (en).

## Synopsis
Le film commence par la présentation du lieu de l’action par un narrateur, dans le style des contes. C’est un village agréable, tranquille, du Nord de la Hongrie. L’un des personnages principaux et Lajos Tót, le chef de l’équipe de pompiers, homme important du village, respecté de tous les habitants, étant amical et plein de dignité. Il a une vie de famille exemplaire. Sa femme, Mariska, l’adore, et pour sa fille grande adolescente, Ágika, il représente tout ce qui est beau dans le monde.
C’est l’époque de la Seconde guerre mondiale. Le facteur du village est mobilisé sur le front russe, étant remplacé par Gyuri, un jeune homme handicapé mental, lui aussi plein d’adoration pour Tót. Dans le village, on ne reçoit pas de mauvaises nouvelles du front, parce que Gyuri, qui sait quand même lire, ne distribue pas le courrier par lequel elles sont annoncées.
Un jour, Gyuri apporte plein de joie une carte postale du fils de la famille Tót, instituteur dans la vie civile, qui est lui aussi sous-lieutenant sur le front. Il annonce à sa famille que le major Varró, son supérieur, a les nerfs fragilisés par les attaques des partisans, et envoyé en congé pour deux semaines. Gyula lui a proposé de les passer chez sa famille. Il avertit ses parents que le major ne supporte pas le bruit et certaines odeurs, sans les préciser. En tout cas, Tót appelle les vidangeurs pour faire nettoyer les latrines du jardin.
Le narrateur dit que les parents sont très fiers de Gyula. Tous leurs visiteurs doivent admirer ses photos depuis qu’il était bébé, exposées sur un mur.
Gyuri apporte une nouvelle carte, par laquelle Gyula annonce que le major partira dans deux jours et qu’il tient beaucoup à la propreté. La famille nettoie chaque recoin de la maison et envoie Ágika emprunter aux habitants du village toutes sortes d’objets dont ils pensent que le major pourrait avoir besoin. Ainsi, tout le village est impressionné par l’honneur qu’on fait à la famille Tót, et Ágika fabule de plus en plus au sujet du major. Une autre carte vient annoncer que le major est insomniaque, ce qui fait Tót prier le chauffeur de l’autocar qui dessert le village de ne pas klaxonner pendant deux semaines, et enjoindre à Gyuri de ne pas exciter les chiens comme il le fait d’habitude.
La famille va, avec la petite fanfare des pompiers, accueillir le major à l’arrêt du car. Ils s’imaginent qu’il doit être grand et avoir un maintien plein de prestance. Un tel officier descend bien du car, mais ce n’est pas le major. Après le départ du car, ils aperçoivent de l’autre côté de la route un homme assis recroquevillé sur une valise. C’est lui le major. Son comportement est bizarre. Par moments, il se retourne brusquement, en portant la main à l’étui de son pistolet. Il dit à la famille de mener sa vie habituelle, comme s’il n’y était pas, qu’il reste si seulement il ne les dérange pas, mais à un moment, il reproche à Tót de regarder derrière le major. Pour qu’il ne soit pas dérangé, Ágika a l’idée que son père tire son casque de pompier sur les yeux. Il renâcle à faire quelque chose qui est contre le règlement, mais il le fait finalement à l’insistance de sa femme et de sa fille. C’est une compromission de sa part, et il est conscient qu’il nuit ainsi à sa propre dignité.
En chemin vers la maison, le major s’imagine qu’il est sur le front et se comporte en conséquence, une fois tirant même un feu de pistolet, puis il tombe et s’endort brusquement.
À la maison, on lave le major et on le couche. Le lendemain, il est frais et dispos. Il est content, mange avec appétit et promet à la famille d’avoir soin que Gyula aille bien. Le soir, la famille, contente, reste assise sur le banc de la cour. À un moment, selon une habitude qu’il a, Tót s’étire et gémit bruyamment, avec volupté. Le major sort irrité. Tót doit céder une nouvelle fois, en renonçant à cette habitude.
Au beau milieu de la nuit, on entend le coucou de la pendule de la salle de séjour. Le major se précipite de sa chambre, son pistolet à la main, arrête la pendule, puis il a l’impression qu’un ennemi a pénétré à l’intérieur et il tire. Ensuite, il n’a plus sommeil, et ne se recouche pas. La famille, réveillée, lui tient compagnie. Le major propose à Tót de jouer aux échecs, aux cartes ou au dominos, mais aucun de ses jeux n’est familier à Tót. Le major attire son attention sur le danger du manque d’activité. Il dit que lui, pour refaire l’équilibre psychique de ses soldats, quand ils n’ont rien à faire, il leur ordonne de couper leurs boutons et de les recoudre. Pour assurer au major qu’ils ne sont pas inactifs, Ágika dit qu’elle et sa mère, quand elles n’ont pas autre chose à faire, elles font des boîtes en carton pour une usine qui leur fournit la matière première. Elle montre aussitôt au major comment elles les font. L’idée plaît au major. Il se met lui aussi à faire des boîtes, en fredonnant, ravi. Pendant ce temps, Tót somnole assis sur une chaise. Le major l’invite à participer mais Tót s’esquive, en demandant ce qu’on dirait dans le village si on savait qu’il s’occupe d’une chose pareille. Le major lui reproche de mépriser cette activité et menace de partir le lendemain. Tót cède à nouveau mais ses boîtes ne sont pas très réussies. De plus, la famille a sommeil, contrairement au major. Tót pique du nez et baille une fois avec bruit, à quoi le major dit qu’il s’en va tout de suite et se met à faire ses valises. La famille le prie de ne pas se fâcher et, quand le major lui demande ce qu’il aimerait faire, Tót répond qu’il voudrait faire encore des boîtes. Ils ne s’arrêtent de travailler qu’à l’aube.
Ce jour-là, il arrive au bureau de poste un télégramme annonçant la mort de Gyula, et en même temps une carte de sa part. Gyuri décide que seule la dernière est valable et la porte avec joie à la famille.
La vie continue au rythme imposé par le major. Lui, il dort dans la journée, pendant que les membres de la famille essayent de vaquer à leurs occupations en somnolant, et la nuit, ils font des boîtes. De plus, le major a une idée qu’il met en application à des moments de la journée où il ne dort pas : il peint en des couleurs criardes les portes et les lambris de l’intérieur.
Une nuit, quand ils font des boîtes, le major a de nouveau l’impression que Tót regarde derrière lui. L’autre dit qu’il suivait un papillon du regard. Le major lui fait avouer qu’il pensait aussi à écraser le papillon, puis il développe l’idée qu’il n’est pas bon que les subordonnés réfléchissent pendant qu’ils doivent faire quelque chose, et que Tót se permet de penser parce que pendant ce temps lui, le major, travaille le plus. Il demande quelle est la cause de cette situation, à quoi c’est encore Ágika qui a une idée : il faudrait avoir un coupe-cartons plus grand, pour que tous soient bien occupés. Le major est enchanté de l’idée et Ágika aussi, parce que le major lui donne un bisou sur la joue. À l’aube, avant de se coucher, le major fait comprendre à Tót ce qu’il a à faire. Tót, sa fille et un ouvrier vont chercher des matériaux sur un tas énorme de ferraille. L’ouvrier cherche et trouve quelque chose qui correspond au but, pendant que Tót dort dans un grand tuyau de métal.
Cette nuit-là, Mariska et Ágika peuvent enfin dormir, cette dernière ayant des rêves romantiques impliquant le major, pendant que celui-ci et Tót travaillent au dispositif. La nuit suivante, elles peuvent encore dormir mais seulement jusqu’à minuit, quand le major les réveille, le coupe-cartons étant prêt. Le major est ravi, le nouveau dispositif pouvant couper dix cartons d’un coup. Il manifeste sa reconnaissance à la famille en disant qu’il hébergera leur fils dans sa chambre, le bâtiment en cause ayant une garde doublée. Il se met aussitôt au travail. La productivité augmente considérablement. La maison et la cour s’emplissent de plus en plus de boîtes.
Le major se sent rajeuni, les nerfs tranquilles. Il va avec Tót au bistrot, où il fait l’éloge de la confection de boîtes comme activité qui donne un sentiment d’élévation, d’une beauté pure, la meilleure qui soit, la plus digne de l’être humain. Il expose devant tous les clients rassemblés autour de lui l’idée qu’il faudrait convaincre toute l’humanité de se consacrer à cette activité, mais non pas de manière uniforme. Chaque nation ferait des boîtes de formes et de couleurs spécifiques. Les Russes aussi auraient le droit d’en faire, après leur défaite, certes, mais seulement des petites, comme les boîtes d’allumettes. Si cette idée vainc, toute l’humanité bénira le nom de celui qui l’a eue.
Une nuit, Tót ne peut pas se retenir de bailler pendant la confection des boîtes et le major, fâché, va faire ses valises. Mariska et Ágika implorent Tót de demander pardon, mais il refuse. Sa femme ne le respecte plus. Elle lui reproche d’être orgueilleux et de n’être préoccupé que de son prestige, alors que pour elle, c’est seul son fils qui est important. Tót finit tout de même par demander pardon et le major l’oblige à tenir dans la bouche un objet qui l’empêche de bailler. Le matin, Tót s’en va de chez lui.
Chez le curé du village, celui-ci fait sa sieste sur son canapé. Il se réveille en entendant des ronflements. C’est Tót qui dort sous le canapé. Le curé le réveille et Tót lui confie qu’il a tout le temps envie de se cacher, même à ce moment-là, sous la soutane du curé. À l’église, Mariska prie pour que les quatre jours qui restent du congé du major passent sans accroc et que son fils soit sain et sauf. Pendant qu’elle prie, elle entend des ronflements. Ils viennent de sous l’autel où dort cette fois Tót. Sa femme le reconduit chez eux, en lui faisant des reproches. Il se retire dans les latrines, où il reste jusqu’au dîner. La nuit, il participe à la confection des boîtes, et le matin, il se retire de nouveau dans les latrines.
Mariska va à l’église après avoir dit à Ágika d’avoir soin que le major et Tót ne se rencontrent pas. Le major sort le chercher et, pendant ce temps, Ágika enlève sa robe et se met dans le lit de celui-ci. Le major trouve Tót, qui ne veut pas sortir des latrines. Furieux, le major rentre dans sa chambre. Il voit Ágika mais ne fait qu’exprimer sa colère et il se met à faire ses valises. Ágika sort en courant et va chercher sa mère à l’église. Ensemble, elles cherchent à empêcher le major, qui est déjà sur le point de quitter la cour, ses valises à la main, de partir. Néanmoins, à la demande de la femme, il va parler à Tót. Il l’accuse de rester là-dedans pour réfléchir et ourdir qui sait quels plans, mais Tót répond qu’il ne fait qu’y rester pour profiter du calme. Il dit au major d’essayer lui aussi de voir comme on est bien dans les latrines. Celui-ci s’y assoit et Tót à côté de lui. Le major apprécie le bruissement des feuilles et le bourdonnement d’un insecte. Mariska leur apporte de la bière. Le major dit sa satisfaction que les mésententes qu’il y a eu entre eux sont passées, et il est très gai et amical. Tót feint d’être gai lui aussi.
Les trois derniers jours, il semble que les choses ont trouvé leur équilibre. Tót arrive à faire des boîtes parfaites, mais on ne vient pas assez souvent de l’usine pour les prendre, ce qui fait qu’elles n’ont plus de place, ni dans la maison ni dans la cour, et les deux femmes vont en jeter une partie dans le ruisseau. À cause de la fatigue, la famille fait tout de travers pendant que le major dort, mais ils font très attention à ne pas le fâcher.
Le jour du départ, la famille accompagne le major à l’arrêt de car, celui-ci part et ils sont soulagés. Arrivés chez eux, ils jettent les boîtes de l’intérieur dans la cour et Tót remet la pendule en fonction. Il sort aussi le coupe-cartons de la maison, content que tout revienne à la normale. Le soir, la famille s’assoit sur son banc de la cour. Tót s’étire comme autrefois, mais son gémissement est interrompu par l’apparition du major. Celui-ci dit qu’en ville on a communiqué que les trains vers le front ne rouleraient pas pendant trois jours à cause d’un pont détruit par les partisans. Il veut se remettre tout de suite à faire des boîtes mais s’aperçoit que le coupe-cartons n’est plus dans la pièce. Tót lui dit qu’il est derrière la maison et l’invite à aller le rapporter. Les deux sortent et un moment après on entend trois coups de coupe-cartons. Quand Tót rentre, Mariska lui demande s’il l’a coupé en trois. Il répond qu’il l’a coupé en quatre parts égales, et Mariska réplique que son bon et cher Lajos a toujours su quoi faire et comment.
Le film finit par la photo de Gyula qui brûle lentement, sur le fond de laquelle le narrateur relate que ce jour-là il est arrivé de l’hôpital de campagne la liste des quelques objets personnels du jeune homme, qu’il énumère.

## Fiche technique
- Titre français : La famille Tót
- Titre original hongrois : Isten hozta, őrnagy úr!
- Réalisation : Zoltán Fábri
- Scénario : Zoltán Fábri
- Musique : András Mihály
- Décors : Tilda Gáti
- Costumes : Judit Schäffer
- Maquillage : Lilla Petrovay
- Photographie : György Illés
- Montage : Ferencné Szécsényi
- Production : József Bajusz
- Société de production : Mafilm
- Société de distribution : MOKÉP
- Pays d’origine :  Hongrie
- Langue originale : hongrois
- Format : couleurs (Eastmancolor) – 35 mm – 2,35.1 – son mono
- Genre : comédie dramatique
- Durée : 96 minutes
- Date de sortie :
  - Hongrie : 29 novembre 1969

## Distribution
- Zoltán Latinovits : le major Varró
- Imre Sinkovits : Lajos Tót, chef de l’équipe de pompiers
- Márta Fónay : Mariska, épouse de Tót
- Vera Venczel (en) : Ágika, fille des Tót
- Antal Páger : le curé Tónay
- István Dégi : Gyuri, suppléant du facteur
- Iván Darvas : le narrateur
- János Rajz : Sóskúti, mécanicien
- József Vándor : un pompier
- Mária Dudás : postière au bureau de poste

## Antécédents du film
Le sujet du film a été développé d’abord par István Örkény au début des années 1960 sous la forme d’un scénario, qui est arrivé au réalisateur Zoltán Fábri, mais celui-ci l’a laissé provisoirement de côté, parce qu’il travaillait à d’autres films. Ensuite, Örkény a transformé le scénario en un roman court, paru d’abord dans une revue, en 1966, puis en volume, en 1967, avec d’autres proses courtes. La même année, l’écrivain a adapté le texte au théâtre, et la pièce a eu un grand succès, y compris international, étant traduite et jouée en France, en Pologne, en Finlande, en Allemagne, en Bulgarie, en Union soviétique. En Hongrie, parmi d’autres acteurs, le rôle du major a été joué par Zoltán Latinovits, qui l’a joué dans le film également. En France, la pièce a été publiée en octobre 1968, chez Gallimard, dans la version française de Claude Roy. Zoltán Fábri a basé le scénario de son film sur le roman.

## Analyse et critique
Selon le critique Dávid Klág, le film a un message universel. Les Tót sont des gens simples forcés de plaire à un homme au psychisme troublé par la guerre, mais abusif, qui se fâche et les discipline quand les choses ne se déroulent pas comme il le veut. Ses hôtes le supportent à l’infini, Tót arrivant à l’extrême de l’humiliation. Le film se remarque par certains procédés cinématographiques qui servent à réaliser le comique absurde : disparition brusque de personnages réalisée par le montage, qui rendent en même temps le rythme plus rapide, des accélérations qui expriment l’hystérisation des personnages (par exemple la précipitation de Mariska pour servir la bière), des éléments de films muets comiques (insertion de photos et de textes écrits), etc..
L’historienne du cinéma Györgyi Vajdovich analyse le film du point de vue de l’adaptation au cinéma du grotesque qui caractérise la prose d’Örkény, étant donné que celui-ci est surtout un grotesque langagier, qu’on ne peut guère rendre dans un film. Fábri réussit à suppléer au grotesque langagier par des procédés cinématographiques. C’est à cela que servent de nombreuses scènes, par exemple celle où le major se comporte dans les rues du village comme au front, ou celle où il tire des feux de pistolet dans la maison. Le jeu des acteurs est également un procédé du grotesque. Ágika, par exemple, est grotesque par sa façon de réagir à tout avec les gestes d’une fillette de 6 à 8 ans. Le major est un personnage contradictoire jusqu’au grotesque, apparaissant tantôt comme un représentant du pouvoir, tantôt comme un maniaque proche de la folie, tantôt comme quelqu’un qui accepte avec humilité la serviabilité de ses hôtes. Il tombe si imprévisiblement d’une extrême à l’autre, que la soumission de la famille peut être interprétée comme une acceptation de l’absurdité du monde. L’absurdité de toute la situation découle aussi de ce que les volontés du major ne peuvent même pas être satisfaites à cause de leur imprévisibilité. Le grotesque apparaît aussi par la présentation de l’espace, par exemple de l’intérieur peint en des couleurs criardes par le major, ou par la multiplication des boîtes jusqu’à former un labyrinthe dans la cour. Les éléments destinés à déstabiliser le spectateur se multiplient de plus en plus vers la fin du film, ce qui exprime l’accentuation de l’absurdité du monde.
Attila Kriston remarque que le film présente au moins trois niveaux de sens. L’un se réfère à l’effet destructif de la guerre, indirectement présente, seulement par la personnalité déformée du major. Un autre signale l’abîme social entre le major et les Tót. Le premier représente les classes sociales élevées, l’autre – la petite bourgeoisie. Le troisième niveau de sens a en vue la question du pouvoir. La situation de base est celle de la confrontation entre un dirigeant conforme aux normes d’une petite communauté, modèle de celle-ci, et un dirigeant appartenant au pouvoir étatique, modèle « de principe ». L’humiliation du premier est tout aussi extrême que l’exercice du pouvoir par le second.
Dávid Klág considère que le film, bien qu’ayant eu un grand succès auprès du public, n’a pas été apprécié à sa juste valeur à l’époque, étant éclipsé par d’autres films, parmi lesquels Les Garçons de la rue Paul du même réalisateur, nommé pour l’Oscar du meilleur film en langue étrangère. La famille Tót n’a eu droit qu’au prix du meilleur acteur pour Zoltán Latinovits à la Revue du cinéma hongrois de 1970, et à sa présentation au Festival international du film de Karlovy Vary (1970) et à celui de Moscou (1971).

### Sources
- (hu) Klág, Dávid, « Ötven éve darabolta fel az őrnagyot az édes jó Lajosom » [« Cela fait cinquante ans que le bon cher Lajos a mis en pièces le major »], sur INDEX, 29 novembre 2019 (consulté le 31 juillet 2021)
- (hu) Vajdovich, Györgyi, « Az örkényi groteszk filmen. Fábri Zoltán Isten hozta, őrnagy úr! című adaptációja » [« Le grotesque d’Örkény au cinéma. L’adaptation de La famille Tót par Zoltán Fábri »], sur Apertúra, printemps 2008 (consulté le 31 juillet 2021)
- (hu) Kriston, Attila, « Milyen mély a Nyúlbélák ürege? Fábri Zoltán: Isten hozta, őrnagy úr! (1969) » [« Quelle est la profondeur de la tannière des gens comme Béla Nyúl ? »], sur FILMTETT, 25 novembre 2016 (consulté le 31 juillet 2021)